# Shaw Media
Shaw Media est le département de télédiffusion de Shaw Communications. Shaw Media est propriétaire du réseau Global Television Network qui diffuse sur 12 antennes à travers le Canada, ainsi que des chaînes spécialisées telles que HGTV Canada, Showcase, Food Network Canada, et History Television.
Bien que Shaw Communications possède des actions dans Corus Entertainment, Shaw Media ne partage rien avec cette compagnie.

## Histoire
Canwest, qui était un joueur majeur en tant que télédiffuseur canadien et propriétaire de journaux, appartenant à la famille de Izzy Asper, a fait banqueroute en octobre 2009. La compagnie a été criblée de dettes provenant de l'acquisition des journaux Southam de Conrad Black en 2000, les chaînes spécialisées de Alliance Atlantis en partenariat avec la firme Goldman Sachs.
Au mois de mai 2010, Shaw annonce son intention d'acquérir les avoirs de télévision de Canwest et les parts de Goldman Sachs pour C$2,0 milliard. La transaction a été approuvée par le CRTC le 22 octobre 2010 et complétée le 27 octobre. Les journaux de Canwest et autres avoirs de publications ont été vendues plus tôt en 2010 à Postmedia Network, une nouvelle compagnie créée par le Paul Godfrey, le PDG du National Post.
La seule chaîne télé qui a été vendue après la transaction a été BBC Kids à Knowledge Network Corporation le 12 mai 2011.
Shaw Media possédait des participations dans la chaîne Dusk (49 %), qui a mis fin à ses activités le 23 mars 2012.
Le 25 avril 2012, le CRTC approuve la transaction de la vente des parts du Groupe TVA dans The Cave et Mystery TV à Shaw Media qui en devient l'unique propriétaire.

## Activités

### Télévision conventionnelle
- Global Television Network
  - CFRE Regina, Saskatchewan
  - CFSK Saskatoon, Saskatchewan
  - CHAN Vancouver, Colombie-Britannique
  - CHBC Kelowna, Colombie-Britannique
  - CICT Calgary, Alberta
  - CIHF Halifax, Nouvelle-Écosse
  - CIII Toronto, Ontario
  - CISA Lethbridge, Alberta
  - CITV Edmonton, Alberta
  - CKMI Montréal, Québec
  - CKND Winnipeg, Manitoba
- Affilié
  - CJBN-TV Kenora, Ontario (affilié au réseau Global)

### Télévision câblée et spécialisée
- Action
- BBC Canada (80 %)
- DejaView
- DTour
- Global News: BC 1 (HD)
- H2 (HD)
- History (HD)
- IFC Canada
- Lifetime (HD)
- MovieTime (HD)
- Mystery TV
- National Geographic Channel (Canada) (64 %) (HD)
- Nat Geo Wild (Canada) (HD)
- Showcase (HD)
- Slice (HD)
- Twist TV
- Bouquet Scripps Networks Interactive
  - HGTV (Canada) (80,24 %) (HD)
  - DIY Network (Canada) (80,24 %)
  - Food Network (Canada) (80,16 %) (HD)

#### Participations
- Historia (50 % SM, opéré par Astral Media, vente à Corus Entertainment)
- Séries+ (50 % SM, opéré par Astral Media, vente à Corus Entertainment)
- ABC Spark (49 % SM, vente à Corus Entertainment)

### Anciennes chaînes
- Fox Sports World Canada (terminé le 30 avril 2012)
- Global Reality Channel (terminé le 1er novembre 2012)